# Il capriccio drammatico
Il capriccio drammatico és una òpera en un acte composta per Domenico Cimarosa sobre un llibret italià de Giuseppe Maria Diodati. S'estrenà a Torí el 1781. Es representà a Londres el 1794.